# Hubbsia parishii
Hubbsia parishii är en lavart som först beskrevs av Hasse, och fick sitt nu gällande namn av Tehler, Lohtander, Myllys & Sundin. Hubbsia parishii ingår i släktet Hubbsia och familjen Roccellaceae.   Inga underarter finns listade i Catalogue of Life.